# Neotrichoporoides pessulus
Neotrichoporoides pessulus är en stekelart som först beskrevs av Girault 1915.  Neotrichoporoides pessulus ingår i släktet Neotrichoporoides och familjen finglanssteklar. Inga underarter finns listade i Catalogue of Life.